# Hvidsten
Hvidsten er en landsby i Østjylland, beliggende 3 km nordvest for Spentrup, 11 km syd for Mariager og 12 km nord for Randers. Landsbyen hører til Randers Kommune og ligger i Region Midtjylland. I 1970-2006 hørte landsbyen til Purhus Kommune.
Hvidsten hører til Gassum Sogn. Gassum Kirke ligger i Gassum 2 km nord for Hvidsten.

## Hvidsten Kro
Hvidsten Kro er en kongelig privilegeret landevejskro, der blev grundlagt i 1634. Den har 3 værelser og kan modtage selskaber på 10-100 personer. Kroens restaurant er kendt for sin flæskeæggekage, som også indgår i den tidligere krokone Gudrun Fiils "recept", der består af 5 retter. Kroen blev fredet i 1987.

## Historie
Hvidsten nævnes i 1343, hvor der lå en hovedgård her. Og Hvidsten nævnes i 1419 som et sogn, men der er ikke fundet rester af en kirke.
I det 17. århundrede bestod Hvidsten af 10 gårde.

### Genforeningssten
I stendiget ved kroen står to sten til minde om Genforeningen i 1920.

### Hvidstengruppen
Kroejer Marius Fiil var leder af modstandsgruppen Hvidstengruppen, der under besættelsen var en af de mest betydningsfulde i arbejdet med at modtage våben og sprængstoffer, der blev nedkastet fra engelske fly. Han blev sammen med 7 andre modstandsfolk henrettet af besættelsesmagten 29. juni 1944.